# Römerberg

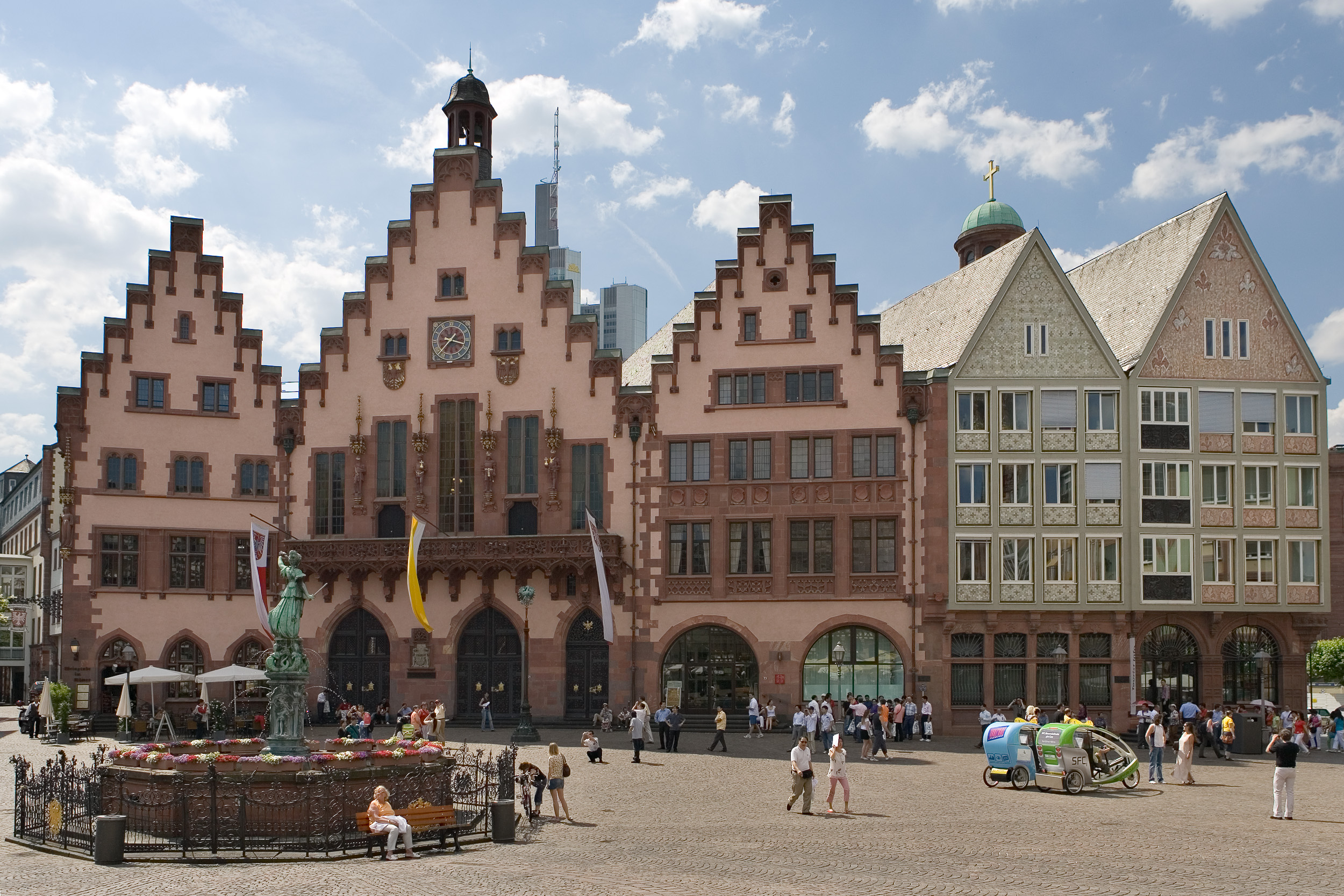
Rådhuset Römer på västra sidan av Römerberg. Haus zum Römer är andra huset från vänster.

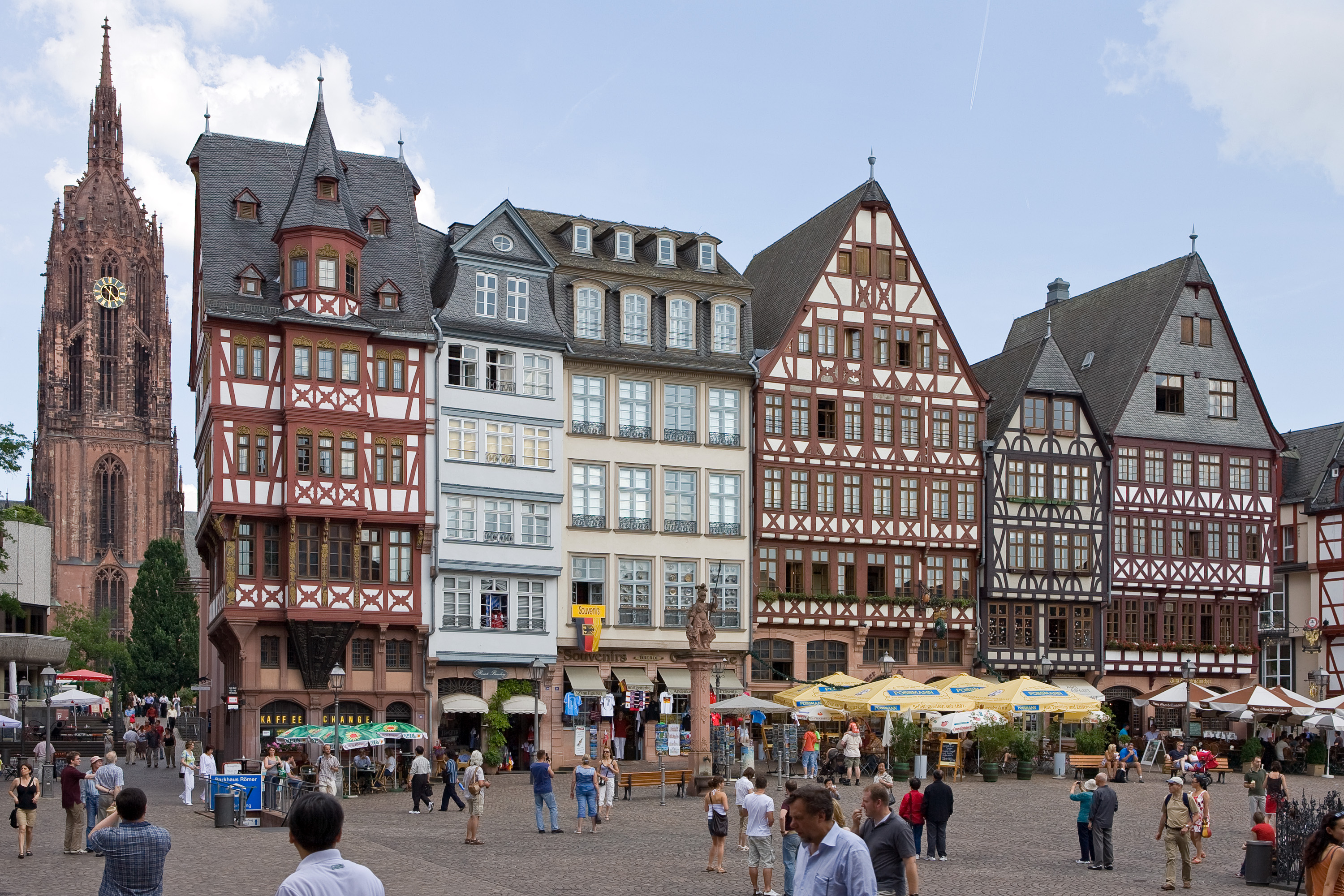
Östra sidan av Römerberg.

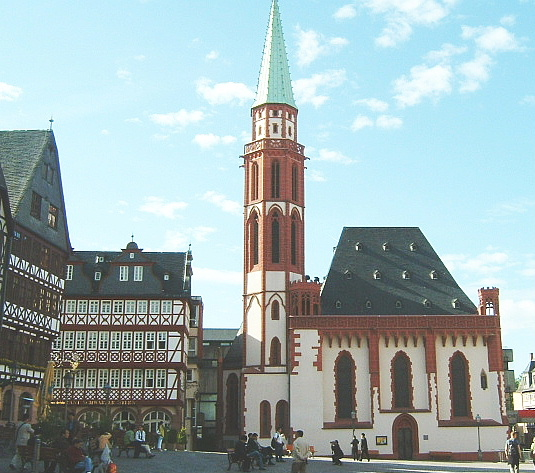
Södra änden av Römerberg med kyrkan Alte Nikolaikirche och huset Schwarzer Stern till vänster om denna.

Römerberg är ett centralt torg i Frankfurt am Main, som sedan medeltiden varit ett av stadens viktigaste.

## Byggnader vid torget
På den västra sidan av Römerberg ligger torgets viktigaste byggnad; Römer, som tjänat som stadens rådhus sedan 1405. Ursprungligen bestod rådhuset bara av Haus zum Römer men kom under seklernas gång att utökas med de omkringliggande husen och sedan 1800-talet tillhör fem hus med fasaderna mot Römerberg rådhuset. 
Den östra sidan av torget kallas även Samstagsberg och här finns en rad korsvirkeshus som samtliga är originaltrogna rekonstruktioner från 1980-talet eftersom de ursprungliga byggnaderna förstördes under andra världskriget. Från norr till söder heter husen Grosser Engel ("Stora ängeln"), Goldener Greif ("Gyllene gripen"), Wilder Mann  ("Vildmannen"), Kleiner Dachsberg, Grosser Laubenberg, och Kleiner Laubenberg.
På den södra sidan av Römerberg ligger korsvirkeshuset Schwarzer Stern ("Svarta stjärnan"), som också rekonstruerades på 1980-talet och numera inhyser en restaurang. Bredvid Schwarzer Stern ligger i sin tur den gotiska kyrkan Alte Nikolaikirche, som under medeltiden bland annat tjänade som kyrka åt rådsherrarna.
I torgets mitt står brunnen Gerechtigkeitsbrunnen (”Rättvisebrunn”). Den åttkantiga brunnen i röd sandsten byggdes 1611 och kröns av en staty föreställande den romerska rättvisegudinnan Justitia. Dagens Justitiastaty sattes upp 1887 efter det att den gamla statyn från 1600-talet hade vittrat sönder och därför tagits bort 1872.

## Torgets historia
Torget var sedan medeltiden viktig under Frankfurtmässorna och blev ännu viktigare efter att rådet flyttat dit 1405. Under kröningarna av den tysk-romerske kejsaren ägde dessutom en stor folkfest rum på platsen och under dessa festligheter flöt vin ur Gerechtigkeitsbrunnen på kejsarens bekostnad medan kejsaren själv höll bankett i kejsarsalen i Haus zum Römer. Ett par dagar efter kröningen tog dessutom kejsaren emot folkets hyllningar från en trätribun som rests framför rådhuset.
Från 1932 till 1939 ägde teaterföreställningar rum på torget under bar himmel vid de så kallade Römer-Festspiele. En minnestavla på torget påminner om en annan händelse från denna tid, nämligen då böcker av misshagliga författare eldades upp på torget av nazistiskt influerade studenter 1933. 
Efter 1944 års bombanfall över Frankfurt låg platsen i ruiner. Samtliga korsvirkeshus hade brunnit ned, Alte Nikolaikirche hade förlorat sitt tak och Römers ovanvåning hade förstörts. Römer och Alte Nikolaikirche rustades upp ganska snart men länge fanns en lucka på den östra sidan av platsen. Med tiden byggde man moderna hus här men de revs och 1983-1986 rekonstruerades de ursprungliga korsvirkeshusen som stått på platsen innan kriget. En byggnad som inte rekonstruerats är korsvirkeshuset Salzhaus, som utgjorde en del av rådhuset. Det har istället ersatts med en modern byggnad som bara har svaga likheter med originalet. En annan byggnad som är förlorad är huset Lichtenstein, ett i grunden gotiskt stenhus som senare byggdes om i barock stil och som låg en bit söder om rådhuset.
Torget är idag en levande plats med sina kaféer, restauranger och souvenirbutiker och ett givet turistmål. Inför julen har Römerberg även en viktig funktion under Frankfurts julmarknad, som har medeltida anor.

## Historiska bilder

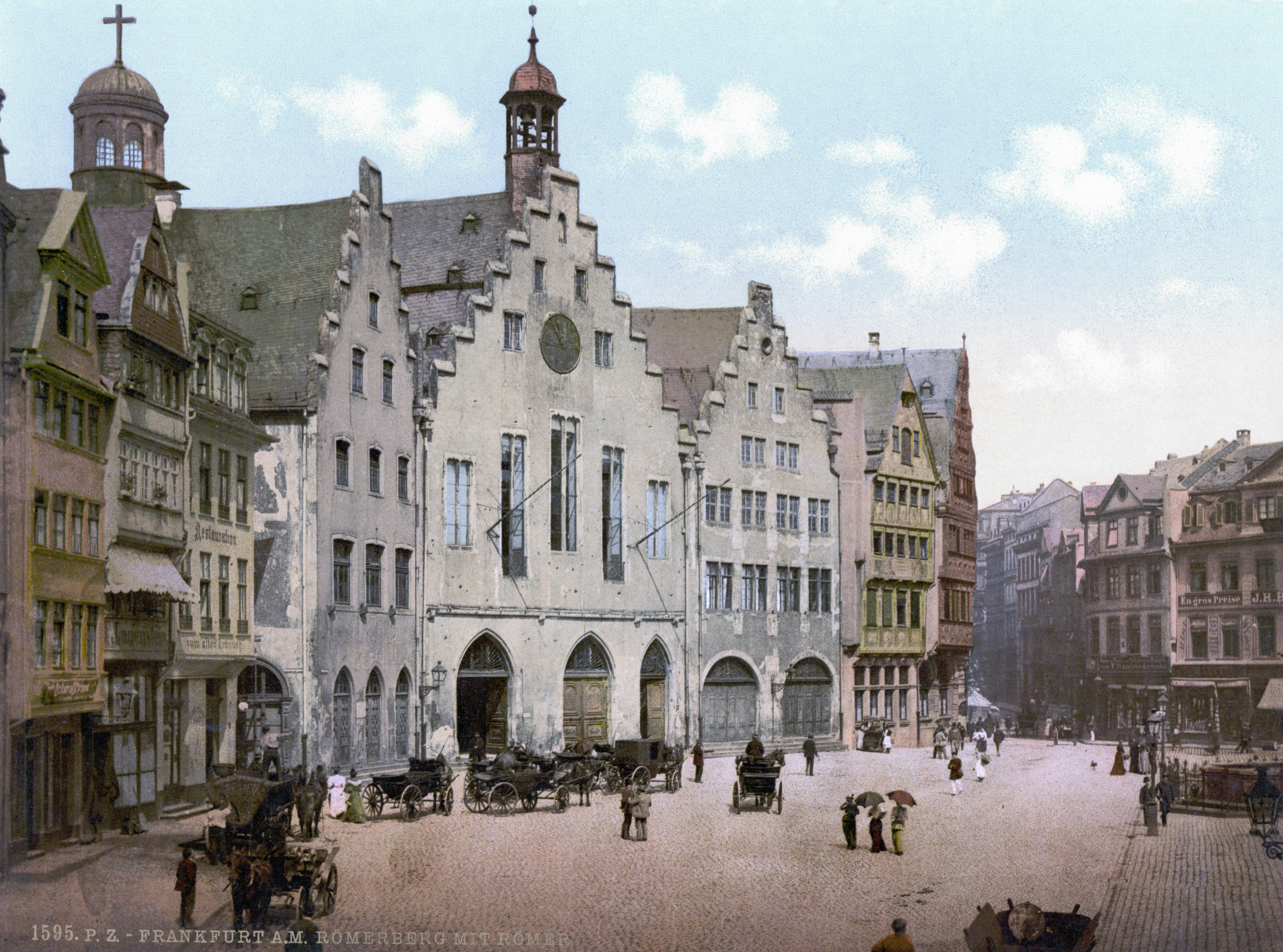
Västra sidan av Römerberg före 1900.
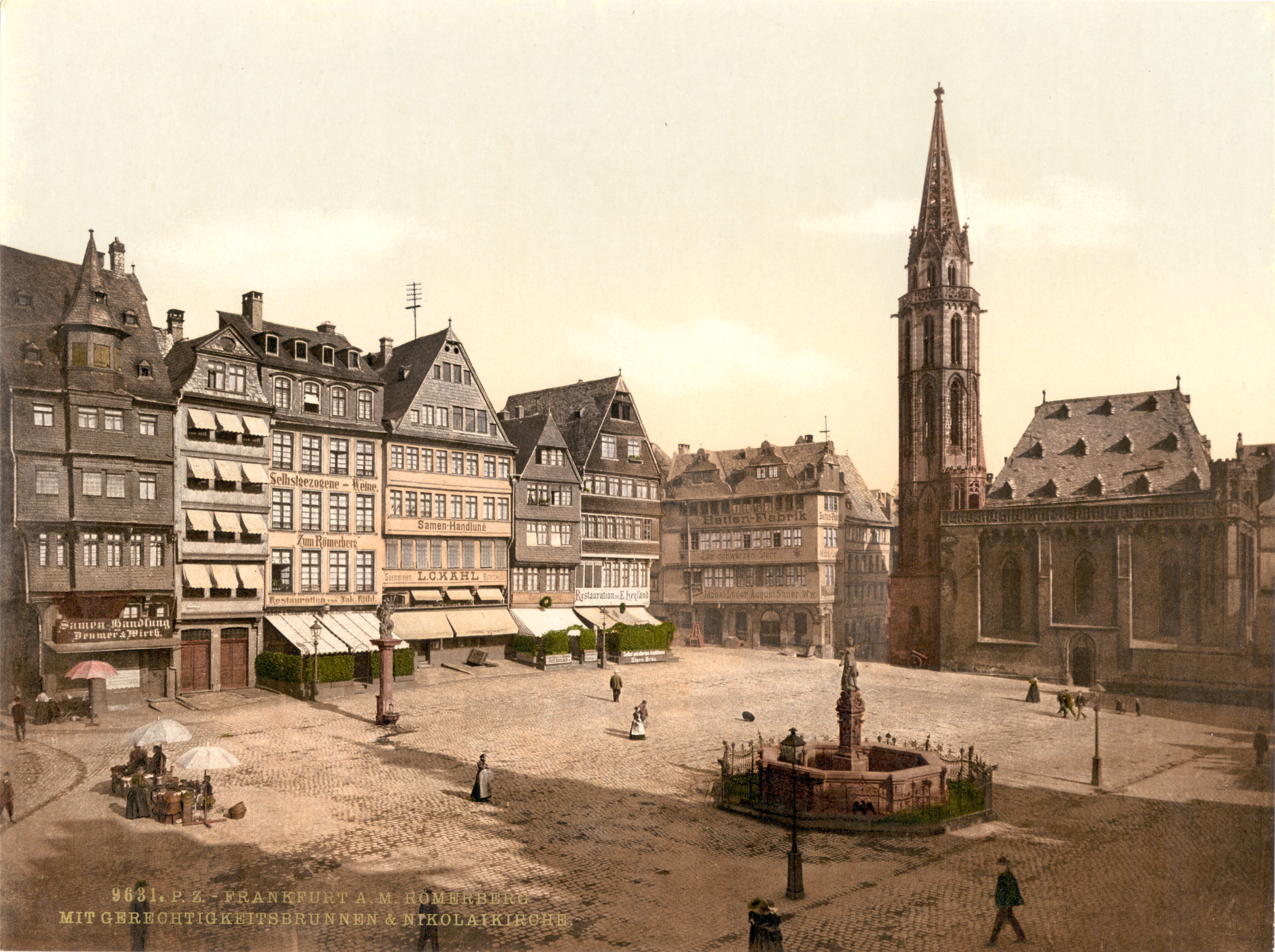
Östra och södra sidan av Römerberg omkring år 1900.
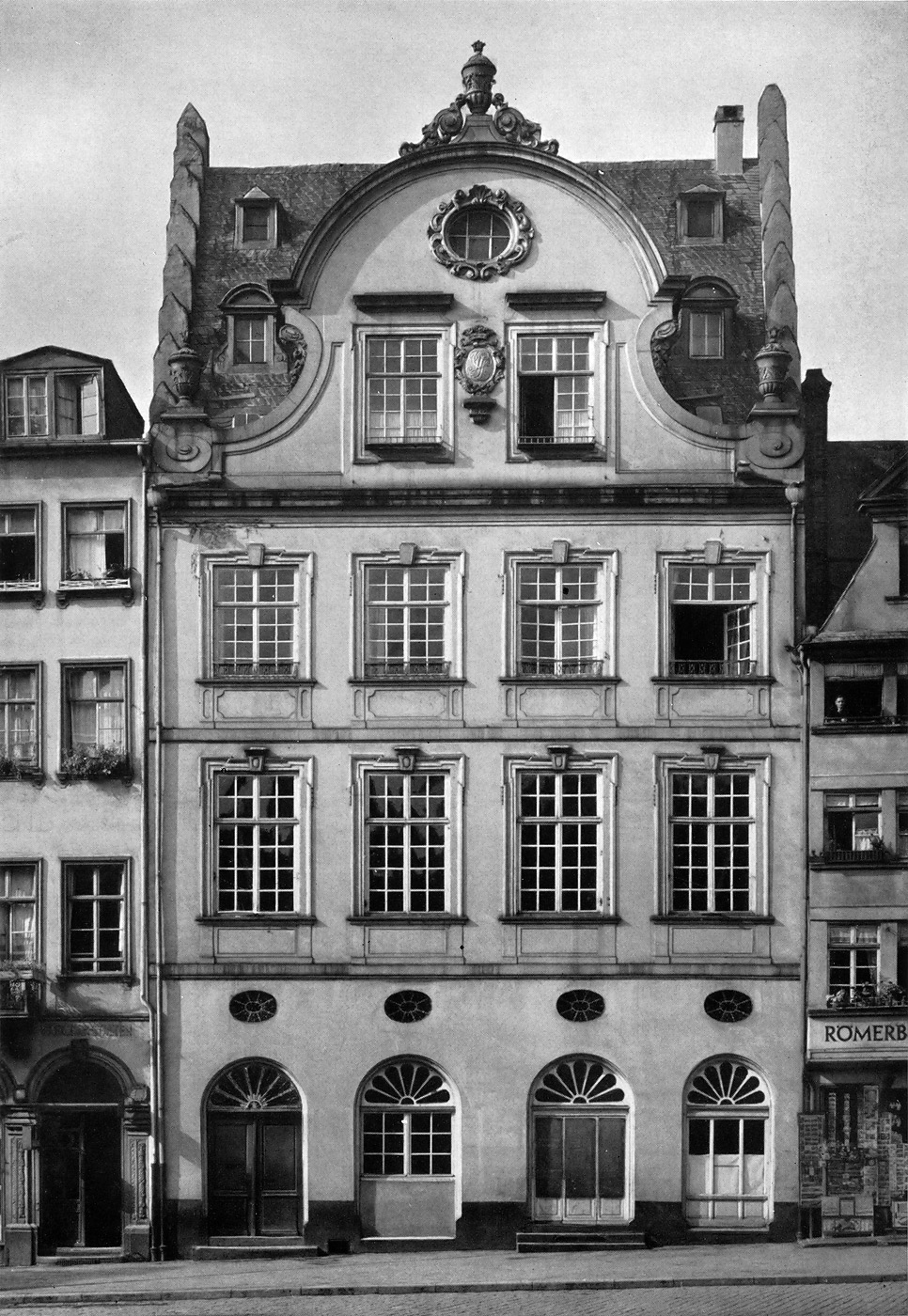
Haus Lichtenstein, cirka 1910.
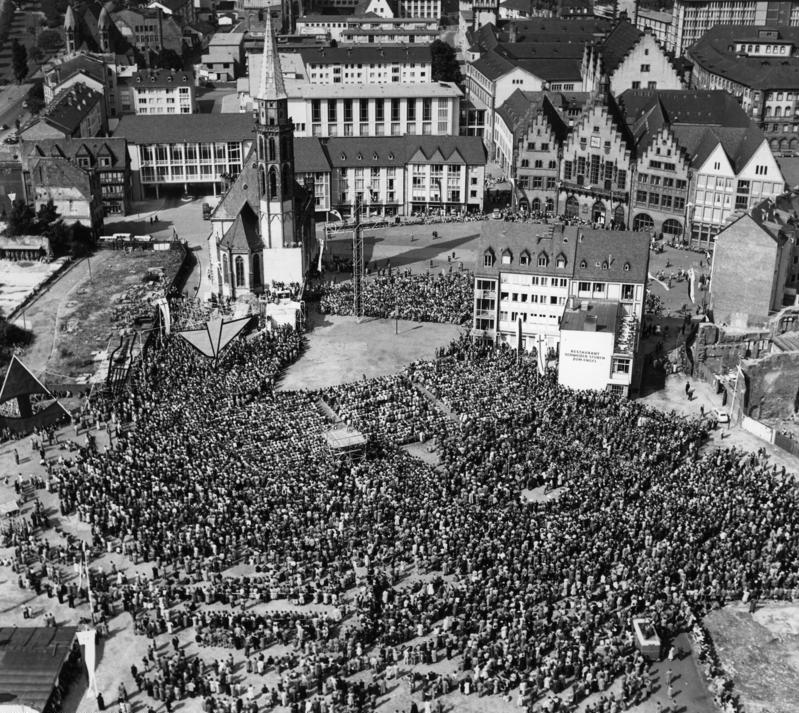
Römerberg 1956.

## Fotnoter
1. ↑  Römerberg 19-27
2. ↑  Römerberg 28-16
3. ↑  Wilder Mann syftar här på ett slags sagoväsen.
4. ↑  Innan kriget hade huset adressen Römerberg 12, men har numera adressen Römerberg 6.
5. ↑   F.d. Römerberg 11.